# 臺北市文山區萬芳國民小學
臺北市文山區萬芳國民小學（英語：Taipei Municipal WanFang Elementary School (WFES)，簡稱萬芳國小）是一所座落於台北市萬芳山區的公立小學，成立於1982年8月1日，並有附設幼兒園，為台北市資訊重點要校之一。

## 校史
- 1981年8月1日，奉准成立萬芳國小籌備處，調派簡進財為籌備處主任。
- 1982年8月1日，該校正式成立，全名為臺北市木柵區萬芳國民小學，計招生七班，簡進財為首任校長。
- 1982年8月31日，首期校舍工程計普通教室三十二間，專科教室三間，暨校門、運動場、圍牆、廚房等興建完成。
- 1983年7月2日，舉行首屆應屆畢業生畢業典禮。
- 1984年1月10日，第二期校舍工程興建完成，計普通教室十六間，專科教室十六間。
- 1984年5月1日，制訂校徽、校歌。校徽請崔玉良先生設計；校歌請陳茂萱教授作曲，簡進財校長作詞。
- 1985年8月1日，奉准成立附設幼稚園，招生二班。
- 1988年9月1日，成立資源班一班。
- 1990年3月12日，台北市行政轄區更隸，木柵區與景美區合併為文山區，校名亦變更為台北市文山區萬芳國民小學。
- 1992年5月3日，成立屆滿十週年，擴大慶祝。
- 1992年7月12日，與金門縣金沙國民小學締結為姊妹校。
- 1993年1月20日，操場跑道及籃球場鋪設成。完成PU地面工程。
- 2003年4月22日，辦理該校20週年慶祝活動。
- 2012年5月19日，辦理該校30週年慶祝活動。
- 2022年3月28日，辦理該校40週年慶祝活動。

參考來源

## 歷任校長
- 第一任：簡進財（1982年8月—1989年8月）
- 第二任：吳國基（1989年八月—1993年8月）
- 第三任：李柏佳（1993年8月—1997年8月）
- 第四任：何瑞蓮（1997年8月—2001年9月）
- 第五任（遴選）：何瑞蓮（2001年9月—2005年8月）
- 第六任（遴選）：何瑞蓮（2005年9月—2009年8月）
- 第七任（遴選）：戴秀華（2009年8月—2013年8月）
- 第八、九任（遴選）：高麗鳳（2013年8月—迄今）
- 第十任 : 陳幼君(遴選)(2021年9月1號 < 現任校長 >)

參考來源

## 外部連結
- 臺北市立文山區萬芳國民小學 （页面存档备份，存于）（繁體中文）